# Histoire des Juifs à Ancône

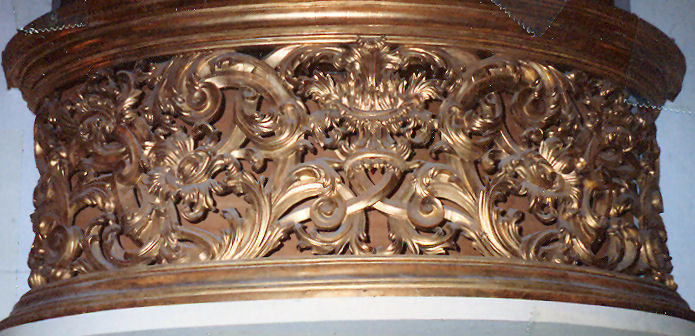
Garde-corps du balcon pour femmes, synagogue Scuola Levantina, Ancône, 1876.

La présence de Juifs à Ancône remonte au moins au Xe siècle. La ville abrite ainsi l'une des plus anciennes communautés juives d'Italie.

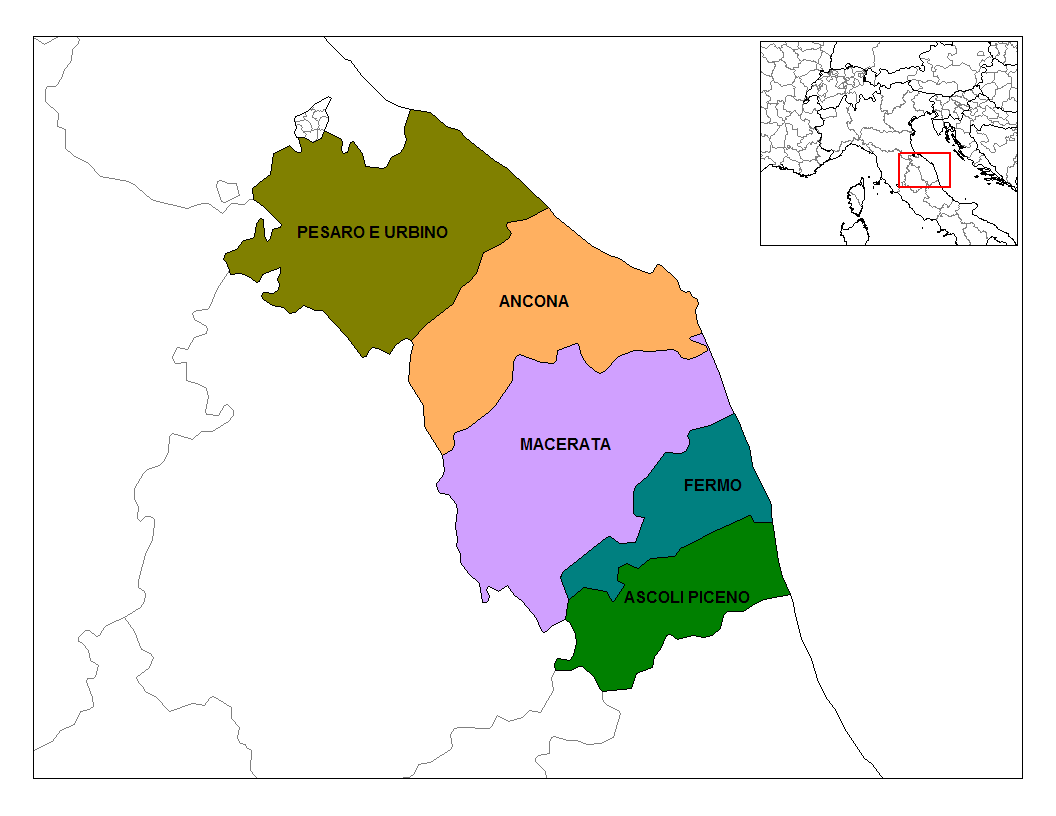
Ancône, capitale de la région des Marches en Italie centrale.

Des Juifs venant d'Orient arrivent au Moyen Âge dans la capitale des Marches en Italie centrale face à la mer Adriatique, à moins de 300 kilomètres au Nord-Est de Rome. Leur communauté s'accroît à travers les siècles par l'arrivée de réfugiés ashkénazes puis séfarades fuyant l'antisémitisme. Si Ancône comme Venise ou d'autres villes d'Italie représentent souvent une terre d'immigration pour les Juifs persécutés ailleurs, c'est non seulement parce que ces endroits offraient une plus grande opportunité pour le commerce, mais surtout parce que leur situation sur le littoral permettait, en cas de nécessité, d'échapper aux persécutions.
Ces Juifs d'origine diverse constituent à Ancône une communauté qui connaît au long des siècles les affres de la pression religieuse réservée aux Juifs en terre chrétienne dominée par les papes et l'antijudaïsme populaire. Son déclin s'inscrit notablement dans la deuxième moitié du XXe siècle avec la Shoah.

## Antiquité
Selon une légende paléo-chrétienne, le dernier évêque de Jérusalem est Judah ben Simeon ben Zacchée, arrière-petit-fils de Jude, frère de Jésus, petit-fils de Zachée, et fils de Siméon et Anne. En 326, il est rabbin de Jérusalem quand Hélène, la mère de l'empereur Constantin Ier, le fait torturer afin qu'il révèle le lieu où se trouve la Vraie Croix. Converti au christianisme par saint Macaire, Judah devenu Quincus, Ciriacus, Ciriaco, Kyriakos dit aussi Cyriaque de Jérusalem, se met à prêcher la foi catholique. Le pape Sylvestre Ier le sacre évêque de Jérusalem en 327,. Selon la tradition hagiographique, en 363, l'empereur romain Julien aurait exigé du nouvel évêque qu'il sacrifie aux dieux païens. Devant son refus, il subit à nouveau un terrible martyre pour sa nouvelle religion et dont il succombe le 1er mai 363 à Jérusalem. Anna, la mère de Cyriaque, est elle aussi torturée et brûlée vive le même jour. Tous deux sont enterrés au pied du Golgotha.

Représentations du martyre de rabbi Judah
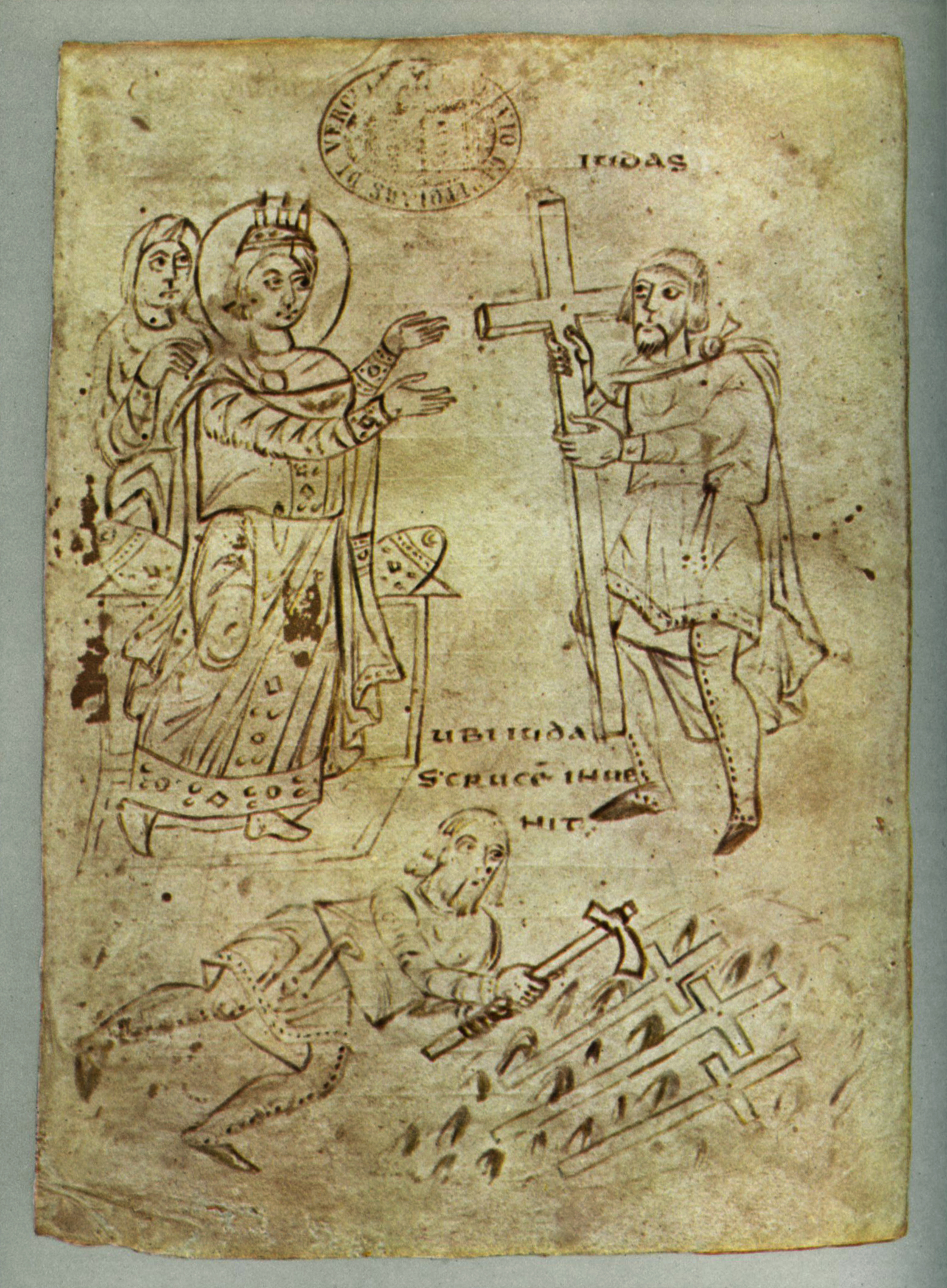
Judas ben Simeon déterrant puis présentant La Croix à l'impératrice Hélène, v. 825
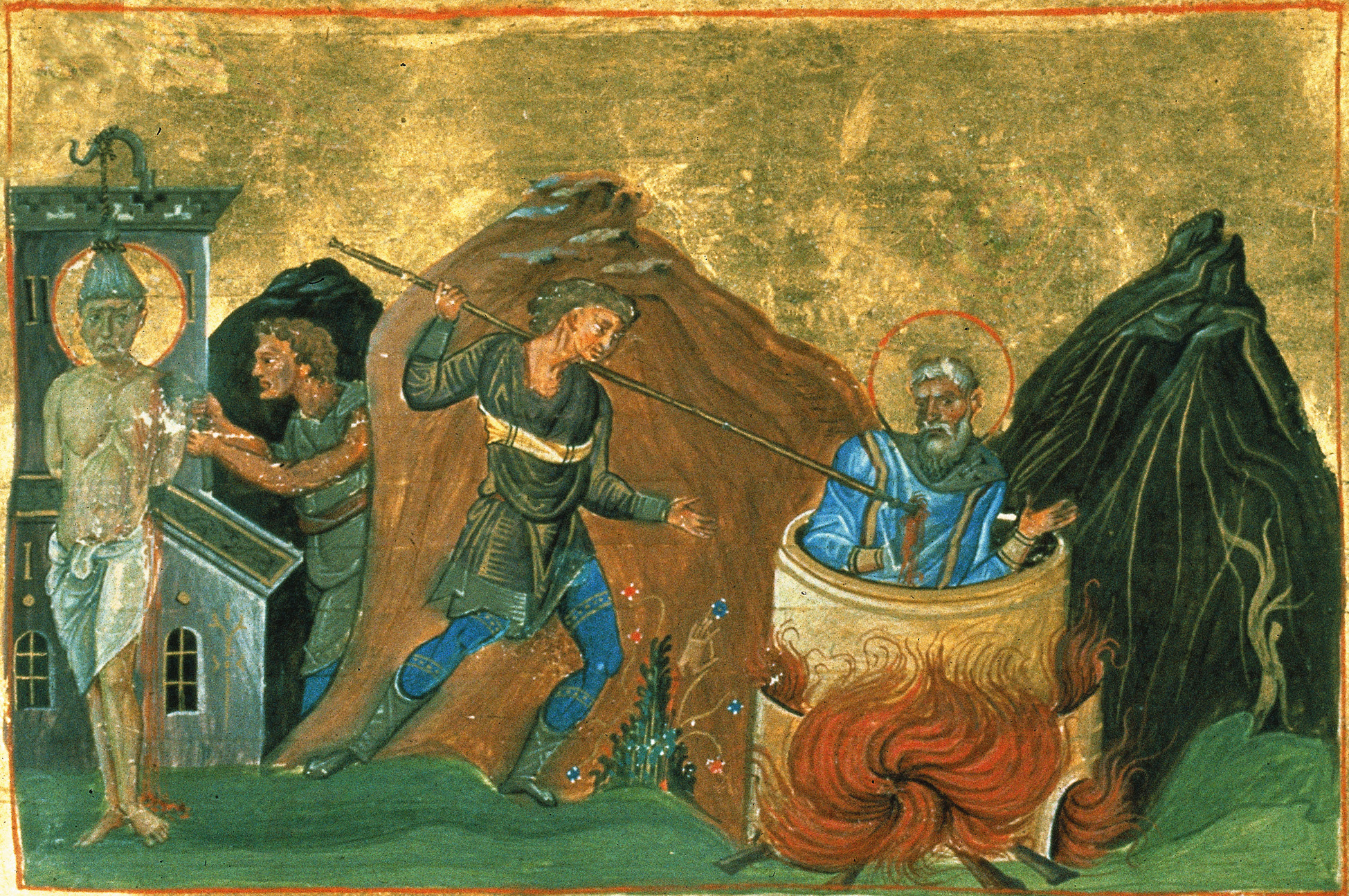
Martyre de saint Judah Quiriace, miniature du martyrologe de saint Basile, Xe-XIe
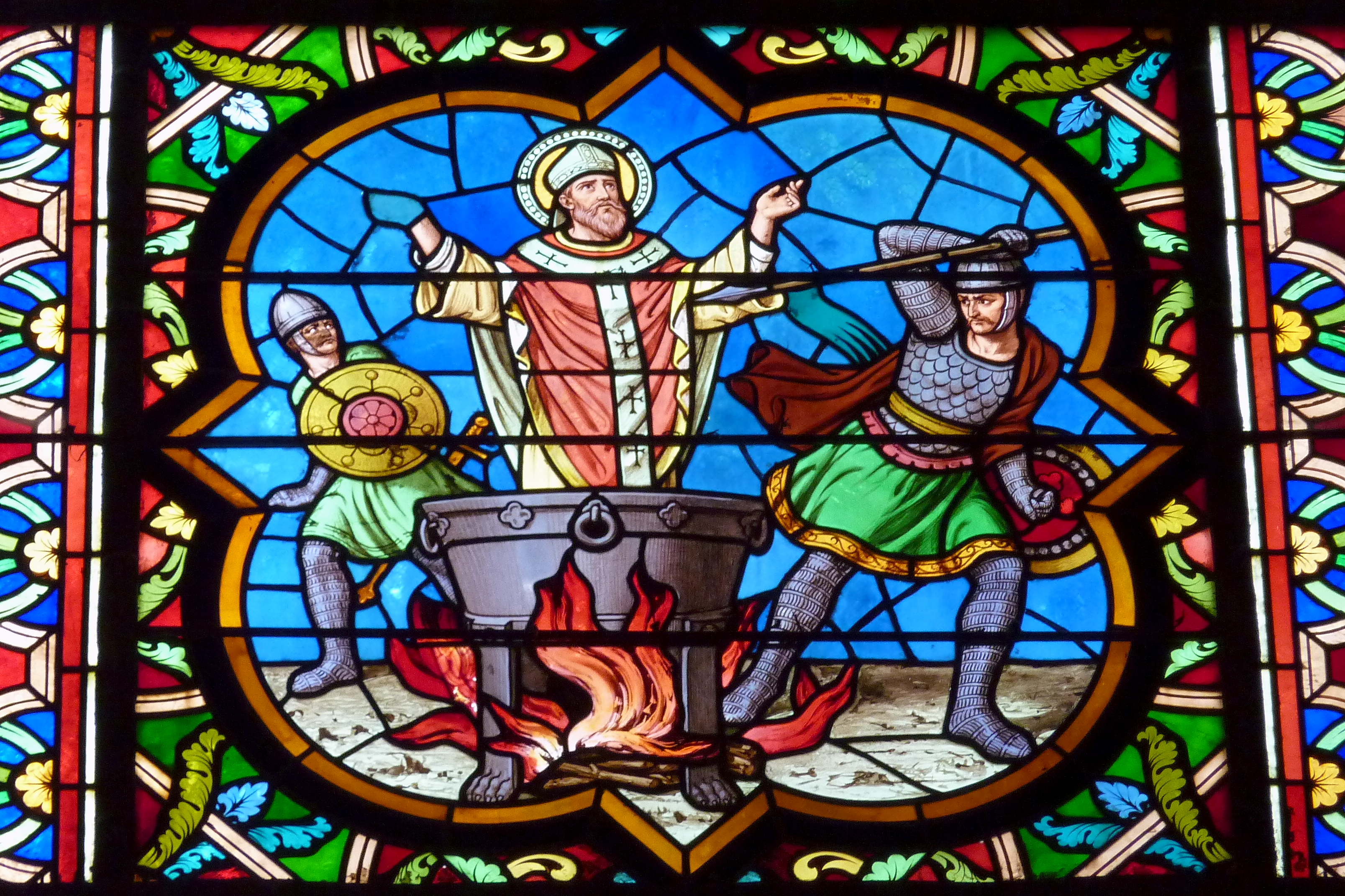
Vitrail du martyr de saint Guiriace, Provins
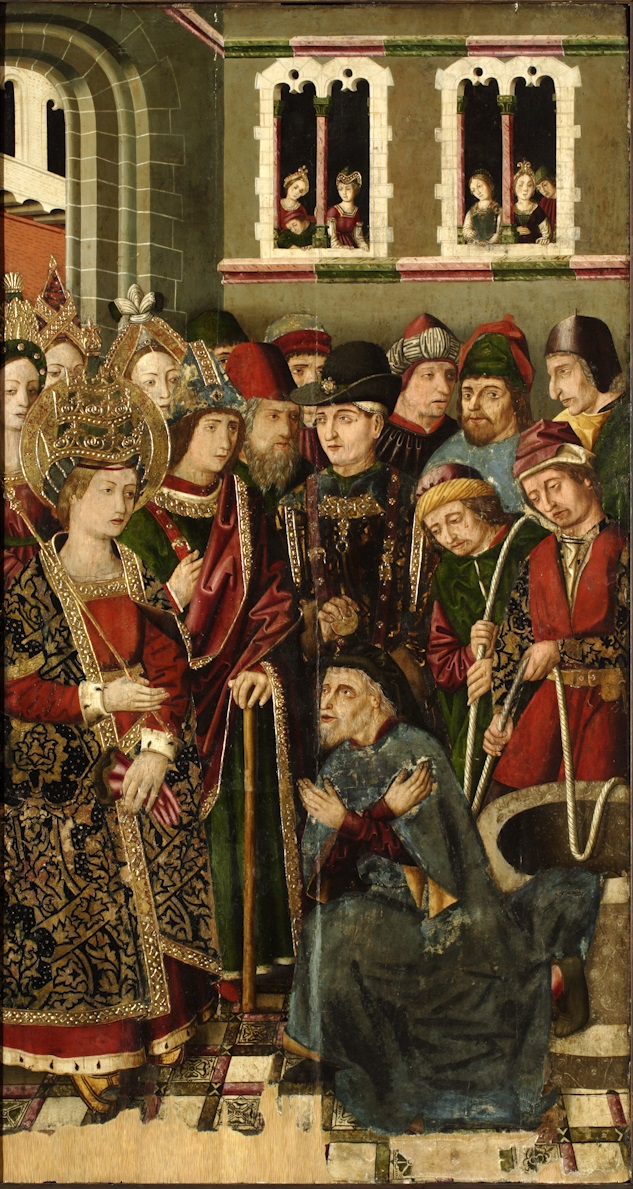
Confession du juif Judas par (es) Miguel Ximenez : Sainte Hélène interrogeant Judas ben Simeon, peu d'années avant l'expulsion des Juifs d'Espagne, Blesa, 1483-1487
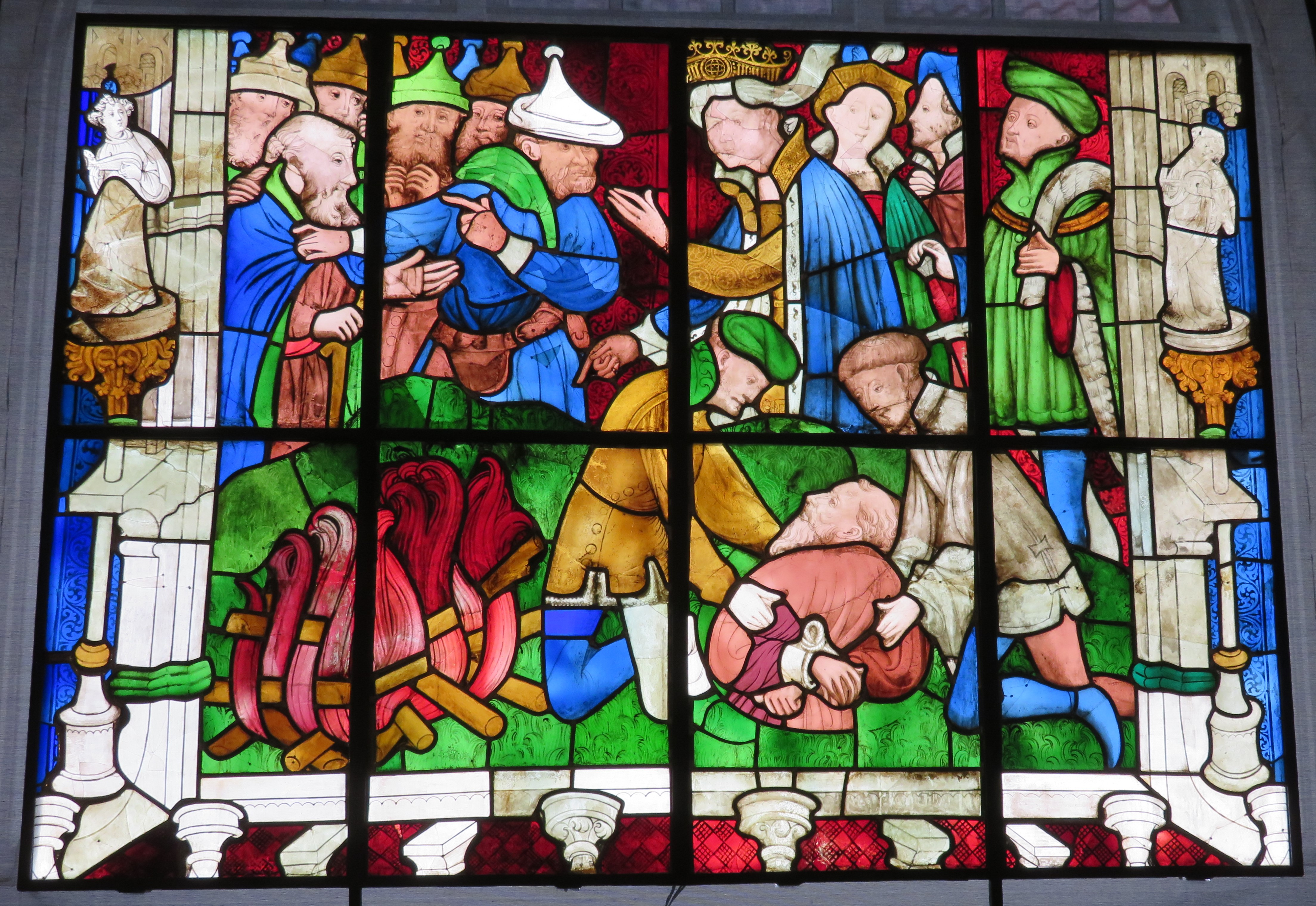
(de)Vitrail du St.-Annen-Museum, Lübeck, montrant Hélène menaçant des Juifs portant le judenhut et rabbi Judah ligoté, XVe.
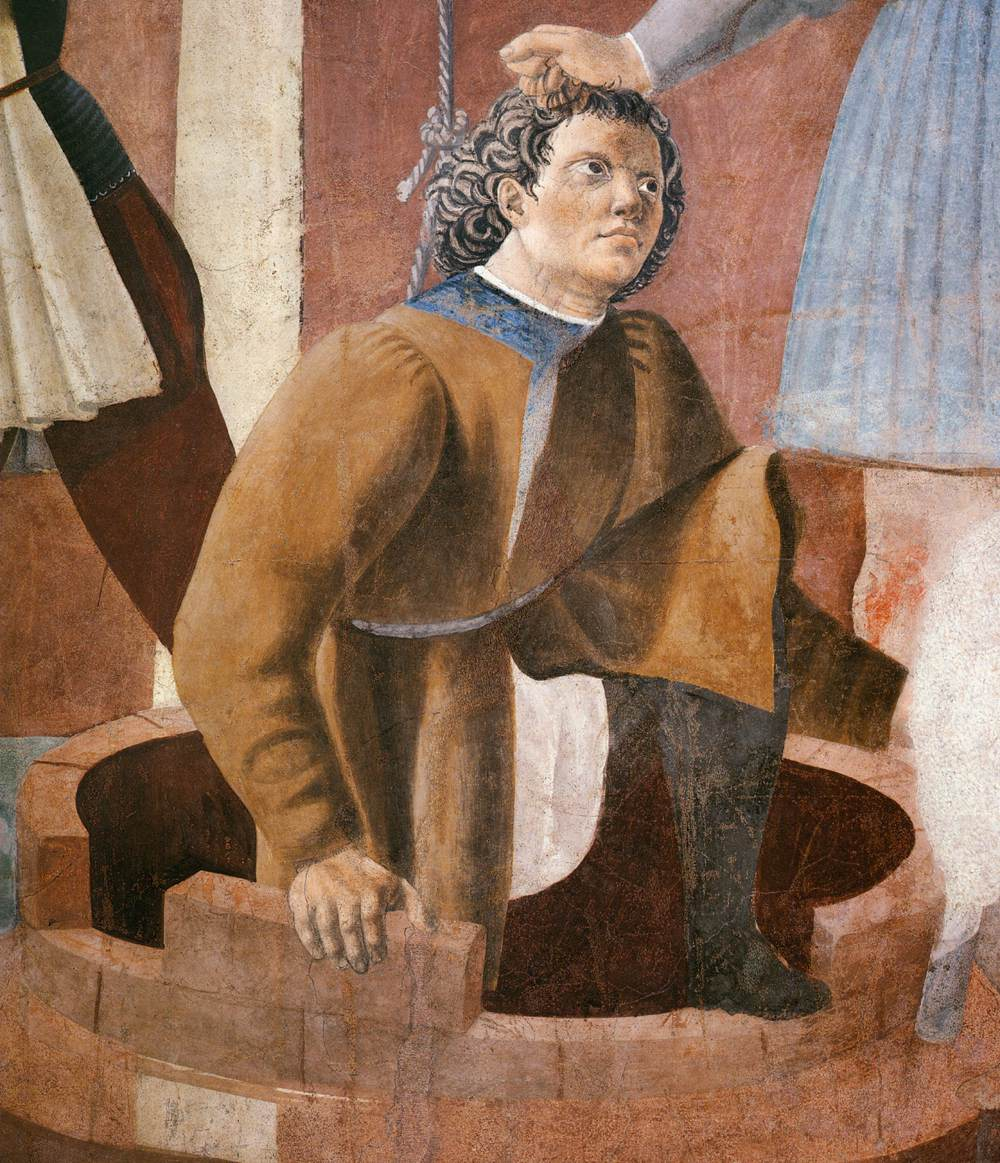
Judah est extirpé du puits après une semaine de jeûne, (La Torture du Juif) Piero della Francesca, XVe

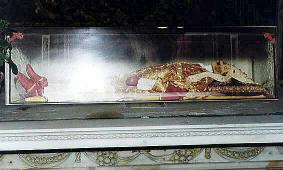
Le corps de saint Cyriaque à Ancône

Le 8 août 418, l'impératrice Galla Placidia fait transférer le corps de Judah Cyriaque de Palestine à Ancône (lat. Anconitana) dans l'église de Saint-Étienne, et en 1097, ses reliques sont déplacées en l'église San Lorenzo, sur la colline Guasco, qui depuis ce temps est consacrée à Saint-Cyriaque devenu saint patron de la ville d'Ancône. L'Église catholique commémore son martyre le 4 mai, où se perpétue la distribution de bouquets de joncs bénis aux fidèles, le lendemain de la fête de la Sainte Croix.

## Moyen Âge
L'origine des Juifs d'Ancone semble être l'Orient musulman. Toutefois, la première trace écrite de la présence de Juifs à Ancône est un acte daté de 967 de location à titre perpétuel d'un terrain par Pierre, archevêque de Ravenne, à Eliahou fils de Justus (Giusto),,. Il existe même un contrat de deux siècles plus ancien où le nom d'un certain Menahem d'Ancône apparaît.

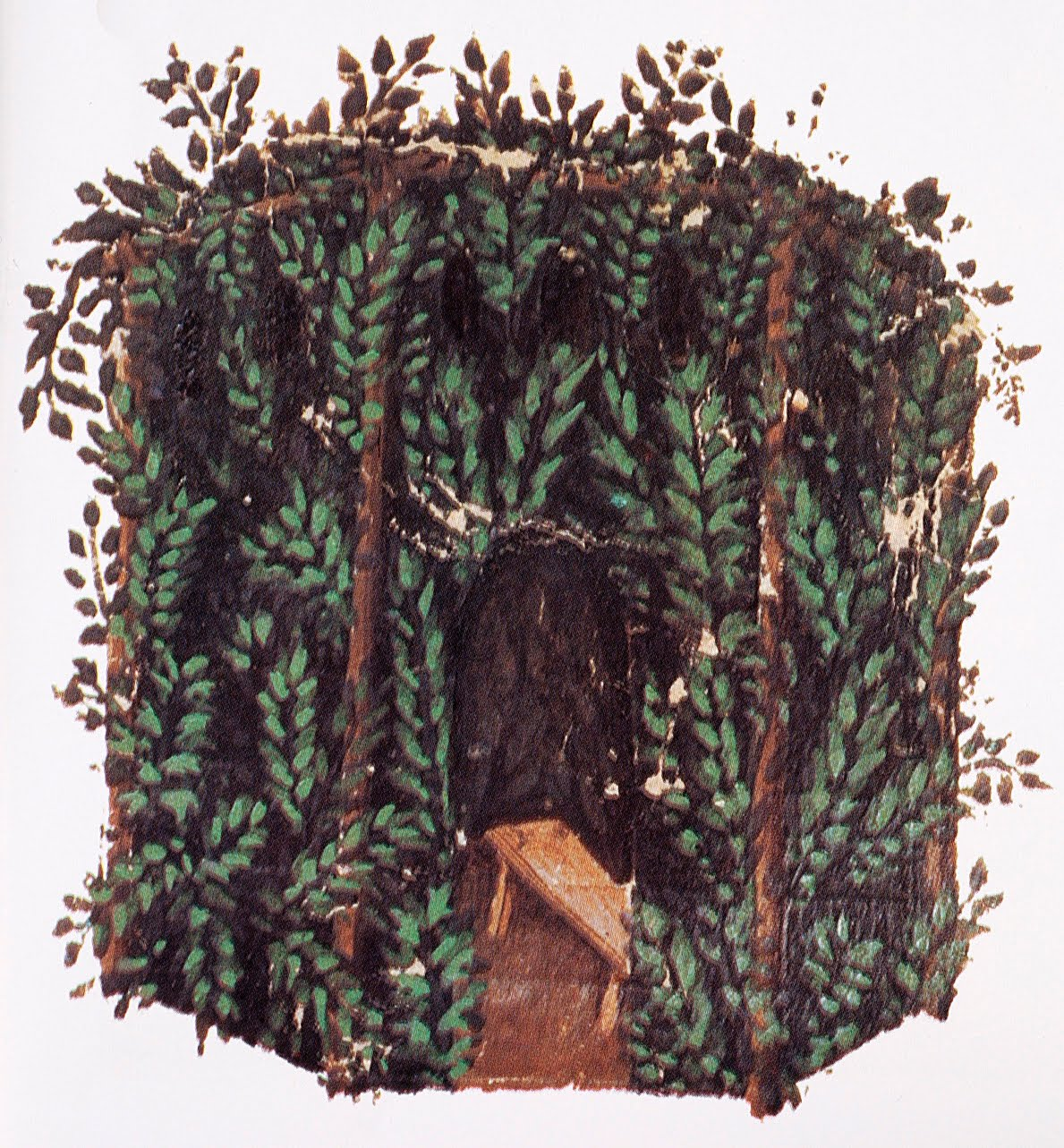
Souccah (cabane) dans un manuscrit italien, 1374.

Soumise au Saint-Empire romain germanique, Ancône obtient son autonomie communale à la fin du XIIe siècle et forme alors une République maritime. Les archives indiquent qu'un tremblement de terre détruit la synagogue de la ville en 1279. Les Juifs étant tenus responsables de cette catastrophe naturelle, nombre d'entre eux sont tués.
À cette époque, un célèbre juif anconitain, Jacob d’Ancône, aurait visité la Chine quatre ans avant Marco Polo et en aurait rapporté un récit de voyage dont l'authenticité est contestée par des historiens contemporains,.
En 1300, la fiscalité pesant sur les Juifs de la ville d'Ancône est si lourde que le poète et érudit Immanuel ben Salomon le Romain envoie une lettre à Rome pour en demander un allègement en raison des difficultés financières qu'elle occasionne et des persécutions dont les membres de la communauté sont victimes,.
La communauté juive s'agrandit au XIVe siècle avec l'arrivée à Ancône de Juifs allemands dits ashkénazes qui fuient les massacres en terre germanique du fait de la grande épidémie de peste de 1348 dont la responsabilité leur est également attribuée. Peut-être parce que vivant dans des quartiers séparés et devant se purifier les mains avant chaque repas et prière, étaient-ils moins touchés par la contagion, au moins au début de sa propagation.

### Activités
Cette mosaïque d'israélites réunis à Ancône a deux motivations principales : sa sauvegarde d'abord puis le travail. Pour preuve, outre ceux rappelant les localités où ils vivent, d'où ils viennent ou ont séjourné, une partie des noms de famille adoptés par cette population relèvent de noms de métiers et permettent aussi à l'historien de retracer leur parcours,.

#### Commerce

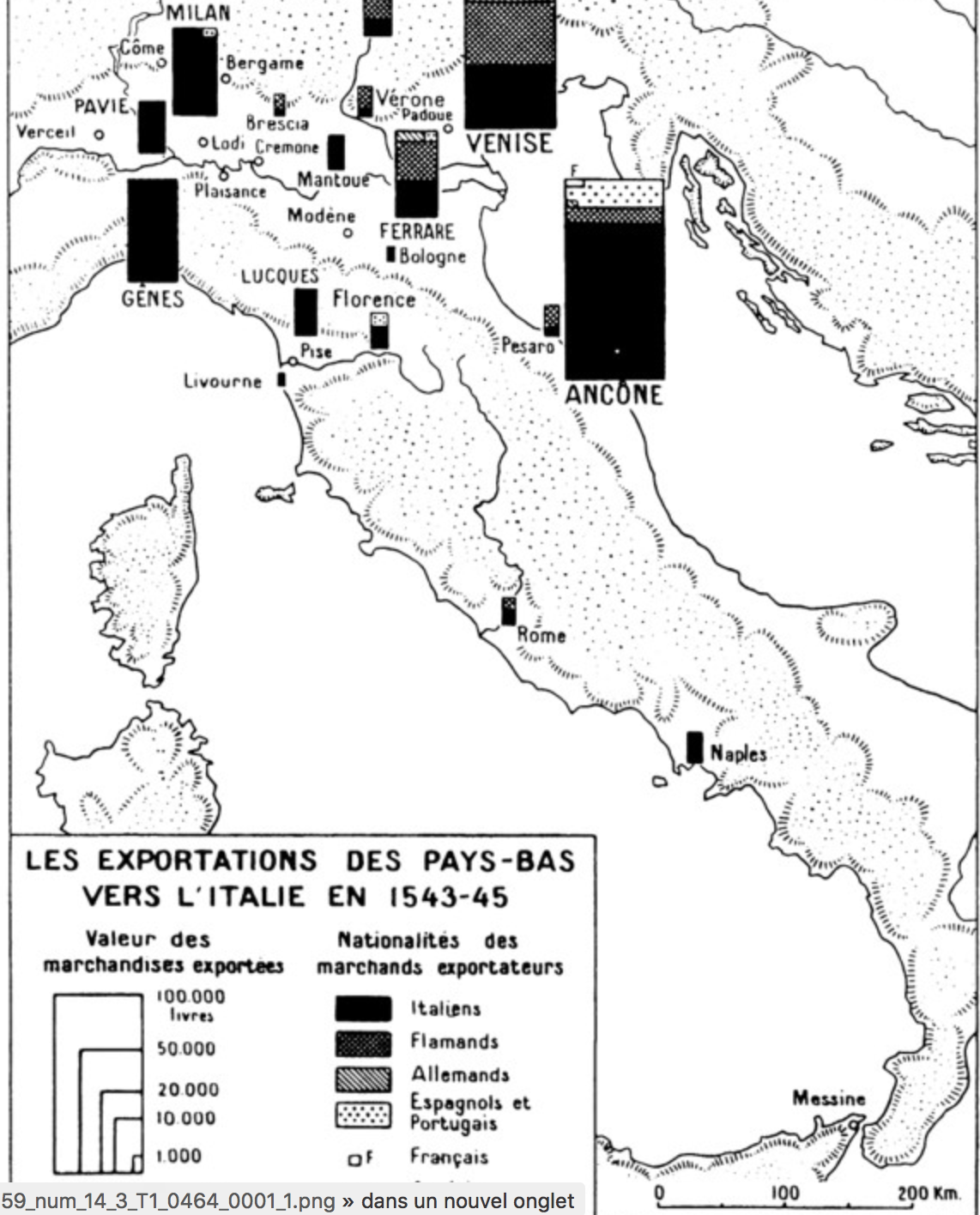
Exportations des Pays-Bas vers l'Italie, 1543-45

Les Juifs d'Ancône sont principalement engagés dans des activités commerciales, d'achat et de vente de simples produits locaux comme le commerce des laines (frisettes, ostades, carisées), des tissus précieux (soie), des épices (poivre), des fourrures avec le Levant. Ils commercent avec leurs pays d'origine mais aussi avec les autres ports italiens et avec l'intérieur du pays, en empruntant la route de Rome, qui les conduit vers les villes du Nord et jusqu'à la lointaine Flandre. 

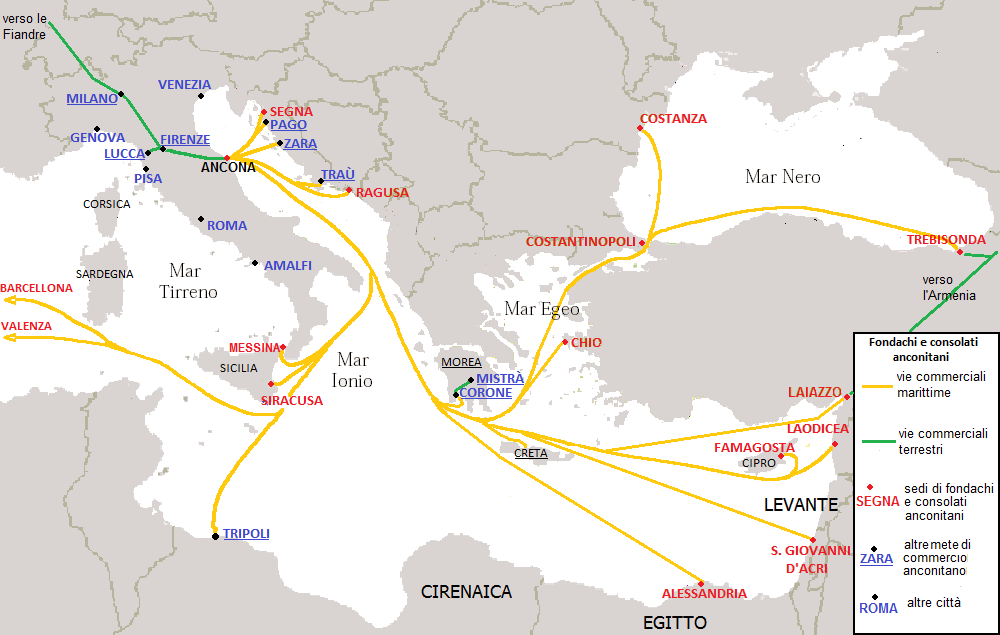
Routes commerciales à partir de la République maritime d'Ancône au XVIe siècle

Ces commerçants d'Ancône sont particulièrement actifs et appréciés grâce à la position avantageuse du port de transit de la ville, qui bénéficie d'une législation commerciale plus intéressante vis-à-vis des étrangers que celle de Venise. À l'exportation, il domine nettement le marché au milieu du XVIe siècle.
Sur mer, deux types de navires peuvent être employés au bas Moyen Âge pour le transport de charge, à partir et vers les ports italiens : la caraque (ou nef) pour les longs voyages en haute mer ou la galère plus rapide, suivies au XVIIe siècle par la flûte. Un des éléments nécessaires au voyage est le sauf-conduit ; dans les villes italiennes, il faut posséder la (it) « bolletta » et se présenter au « ufficio de bollette ». Dans les pays étrangers, l'on doit disposer de passeports. Tous ces documents doivent être obtenus des autorités locales, ce qui n'est pas toujours aisé pour les Juifs.

#### Usure
L'activité usuraire confiée par les catholiques aux Juifs était auparavant l'apanage des prêteurs chrétiens particulièrement toscans et lombards qu'évoque le dominicain Thomas d'Aquin dans sa Somme théologique (1266-73), jusqu'à la seconde moitié du XIIIe siècle où le IVe concile de Latran (1215) l'interdit aux chrétiens, sous peine d'excommunication, pour la réserver aux Juifs.

#### Artisanat

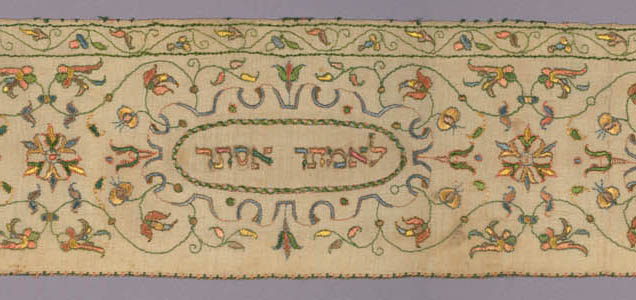
Broderies au fil de soie pour rouleaux de la Torah, de la part d'« Esther, femme de R. ; Abraham B. Sch. ; en l'année 362 », Italie, 1602.

Parallèlement au commerce, des activités artisanales caractérisent les métiers de Juifs venus des pays froids comme le travail de peaux et de cuir qu'ils importent et teignent grâce à la connaissance de la technique de l'extraction d'alun pour ce faire (nom de famille : Tintori). À partir de ce matériau, ils ornementent des tables, fabriquent des armures, des équipements ou simplement des chaussures (nom de famille : Galligari). De l'Espagne, les Juifs importent également en Italie l'art de la céramique. De la Sicile, provient leur maîtrise de la production de soie (nom de famille : Della Seta) installée sur l'Adriatique et près des rivières italiennes, dès que l'île est en mesure de se consacrer à la culture des mûriers nécessaires à l'élevage des vers à soie, puis à la filature et à la teinture de ces tissus précieux à partir d'un colorant dont la Sicile détient l'exclusivité et pour lequel les Juifs paient une taxe appelée précisément la « tincta Judeorum ».

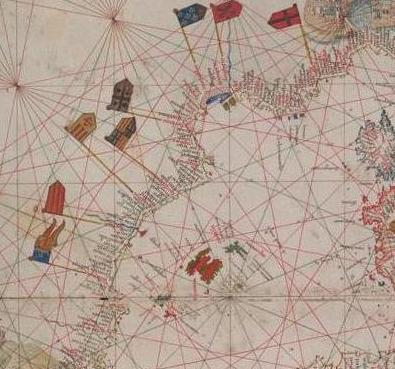
Carte Benincasa (école de cartographie anconitaine) de la côte occidentale de la Méditerranée, 1473

À la fin du XVe siècle, Ancône - comme Fano (à 60 kilomètres) et Pesaro (à 90 kilomètres, lui aussi sur la côte adriatique) - devient un centre d'impression et de gravure d'une qualité telle qu'il n'aurait « rien à envier aux imprimeurs les plus sophistiqués d'aujourd'hui », où des Tintori changent d'activité en s'y consacrant, comme Abraham Tintori de Pesaro qui rejoint Gershom Soncino dans le nouvel art de l'impression. On peut également citer Samuel Corcos, élève du célèbre cartographe du roi, le Juif majorquin Yehuda Cresques, qui devient (pt) Marcia de Viladesters quand il doit se convertir lors des pogroms anti-juifs d'Espagne de 1391 et fuir en Sicile puis en Italie, car c'est probablement de son atelier qu'est sorti un peu plus tard, vers 1435, Graziozo Benincasa (1400 ?-1482), fondateur de l'école de cartographie d'Ancône, l'une des plus importantes dans la seconde partie du XVe siècle,. L’activité des juifs s’organise donc six jours par semaine autour du port d'Ancône, de l'artisanat et du commerce ouvert sur l’Orient et le continent.
Les Juifs vivent en paix et à peu près à égalité avec leurs voisins chrétiens, possédant des écoles, des synagogues et un cimetière, le Campo degli Ebrei, ouvert en 1428. Au milieu du XVe siècle, la population juive d'Ancône compte quelque 500 âmes correspondant à 5 % de la population totale de la ville.

## Sous les papes
Cette relative harmonie et stabilité est bousculée et pour longtemps, quand Ancône tombe dans les États pontificaux en 1429. À l'instigation de l'inquisiteur franciscain Jacques de la Marche (prêcheur contre les Juifs, béatifié en 1624, canonisé en 1726), un disciple de Bernardin de Sienne (prêcheur contre les Juifs, canonisé en 1450), les Juifs de la ville sont forcés de porter un insigne distinctif (béret ou brassard jaune) à partir de 1427 mais sa tentative échoue - et à nouveau en 1520 et 1524 (révoqué quatre ans plus tard) -, et de vivre dans une zone restreinte à une seule rue,,.
Le pape Martin V (1417-31) tente de transformer la ville portuaire en un grand centre de commerce italien et pour ce faire, octroie aux Juifs le droit d'ouvrir des banques et de prêter à intérêt. Instruits de ce geste, des juifs expulsés d'Espagne (désignés comme « Portugais ») après 1492 ou fuyant l'inquisition espagnole s'installent à Ancône, tels des réfugiés de Sicile, rejoints par d'autres du royaume de Naples après 1510.
En 1529, le faux messie Shlomo Molkho effectue à Ancône sa première visite en Italie et suscite dans la capitale des Marches beaucoup d'enthousiasme messianique parmi les Juifs de la ville, avant de se rendre à Rome pour y rencontrer Clément VII (et plus tard, être brûlé vif à Mantoue en 1532).

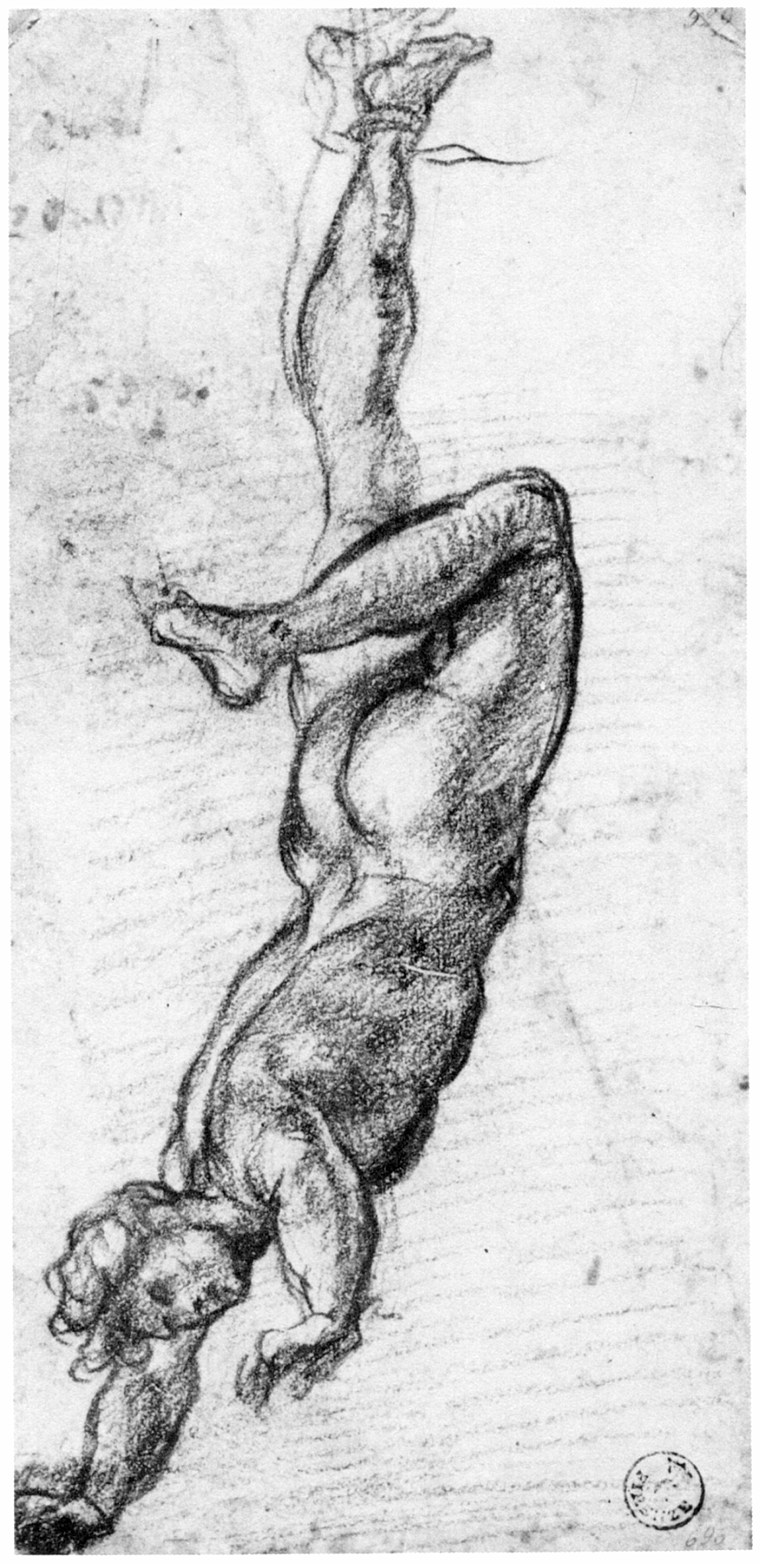
Dessin préparatoire à une peinture figurant une exécution infamante à l'époque, représentant un homme pendu par un pied, sort réservé aux Juifs et aux traitres en Italie et en Allemagne. Andrea del Sarto, Italie, 1529-30.

Ancône qui était une République maritime depuis le XIIe siècle, devient port franc définitivement annexé aux États pontificaux en 1532. À cette date et en 1541, le pape Paul III (1534-49) y encourage lui aussi l’installation de Juifs levantins et de ceux expulsés de Sicile et de Naples (1539 et 1541),, et même, en 1547, d'une centaine de familles marranes réfugiées venues du Portugal, leur promettant protection contre l’Inquisition portugaise, moyennant néanmoins un impôt annuel de 1 000 écus. Cet accueil rare du pape, bien que fortement taxé, stimule la croissance de la population juive. Cela lui est d'ailleurs reproché au concile de Trente, mais son sentiment diffère rapidement en 1542 avec la création de l'Inquisition romaine qui se pique de combattre l'hérésie dont le judaïsme ferait partie, et la mise en place de nouvelles décisions papales.
En effet, pour commencer son règne, la fameuse et sévère bulle du pape Paul IV (1555-59), Cum Nimis Absurdum de 1555, qui vise spécifiquement les Juifs, oublie la promesse de Paul III et est appliquée rigoureusement dans la capitale des Marches. Les juifs sont à nouveau lourdement taxés mais cette fois-ci, enfermés dans un ghetto et privés de franchises ; la propriété immobilière leur est interdite, l'étude du Talmud est interdite et leurs activités limitées aux tâches les plus humbles, au commerce des vêtements de friperie, quelquefois ils peuvent se consacrer à la médecine et au prêt à intérêt. Même les orfèvres (nom de famille : Orefice) et les tailleurs (nom de famille : Sarto) n'ont plus le droit d'exercer, ni de transmettre leur savoir et leur art aux apprentis chrétiens, d'autant moins quand les guildes des Arts et Métiers sont patronnées par un saint catholique. En 1553, la plupart des chefs-d'œuvre d'imprimerie et de gravure de la Renaissance juive ont déjà été brûlés par les sbires du pape Jules III (1550-55).
À l'imitation du haut clergé, les nobles aiment employer des médecins juifs mais plutôt que d'ouvrir le monde chrétien à l'altérité, cette préférence contribue à attiser le ressentiment et la calomnie de la population contre les Juifs qui à plusieurs reprises dans la région des Marches, sont accusés de « crime rituel ». Cela se fait aussi en écho aux sermons des Frères Mineurs de l'Observance, un ordre fondé en 1386, en rupture avec les Franciscains, qui sont spécialisés dans les diatribes anti-juives qui déclenchent des attaques et des massacres, en s'appuyant sur des Monts de Piété (Monti di Pietà) établis précisément là où se trouvent des petites communautés juives. La population juive d'Ancône s'élève alors à 2 700 personnes en 1555, soit 15 % de la population totale. En face d'elle, plus de 18 000 chrétiens sont recensés en 1565.
C'est dans ce contexte que Cesare Galuaba, légat du pape Paul IV, est envoyé à Ancône dans une démarche inquisitoriale, pour persécuter les marranes et les crypto-juifs, et incarcérer tous les Juifs qui ne veulent pas être baptisés. Sous la menace, une soixantaine de Juifs renoncent à leur foi. Certains réussissent à s’enfuir pour Pesaro ou Ferrare mais vingt-cinq d'entre eux sont arrêtés, traduits devant l'Inquisition et exécutés,,. Ces événements sont consignés dans l'ouvrage majeur Shalshelet HaKabala (intitulé également Sefer Yaya) du talmudiste italien Gedaliah (ben Yohanan) ibn Yahya ben Joseph (v. 1515 – v. 1587).

### Martyrs ancônitains de 1555
Ces noms sont ceux des Juifs pendus et brûlés entre avril et mai 1555 sur la Piazza della Mostra (l'actuelle Piazza Errico Malatesta) d'Ancône, pour avoir refusé de se convertir au christianisme après la publication de la bulle pontificale de Paul IV :
| - Simeon Ben Menachem (Aben Menachem) - Yoseph Oeff (Guascon dans une autre source) - Samuel Guascon - Abraham Falcon - Isac Nahmias - Salomon Alguadish - Mose Paggi (de Paz) - Salomon Pinto | - Yoseph Molco (Molcho) - Abraham Cerilia - David Nahas - Abraham di Spagna - Mose Bar-Zilon - David Reuben (Ruben) - Salomon Iahia - David Sadicairo | - Yoseph Verdai - Yoseph Pappo - Yacob Cohen - Yacob Montalban (Montalvano) - Abraham Lobo - Yacob Mozzo - Abraham Cohen - Femme anonyme |

Cette affaire provoque des manifestations internationales avec notamment l'intervention de la philanthrope Doña Gracia Nassi en 1556 et du Sultan ottoman qui oblige le pape à libérer ses sujets turcs emprisonnés à Ancône ; mais les autres Juifs italiens n'ont d'autre « protection » que le pape, celui-là même qui les persécute, et une centaine d'entre eux reste en prison. En réaction, les commerçants juifs du Levant commencent à boycotter le port d’Ancône pendant près de deux ans et déplacer leurs exportations vers le port de Pesaro à proximité, qui avait recueilli des fugitifs d'Ancône, lesquels pouvaient participer à son développement. La documentation montre que là encore Doña Gracia soutint activement cette démarche. Mais cette décision divisa les communautés juives et ce mouvement fut bref, notamment par crainte de susciter des représailles plus dures encore contre les Juifs de la part du pape et de la population. Cette tragédie a aussi un fort retentissement dans le monde de la diaspora juive qui l'évoque dans la liturgie lors des élégies du 9 Av, encore chaque année,,,. À la suite de ces événements, la ville d'Ancône végète face au flamboiement de Venise.

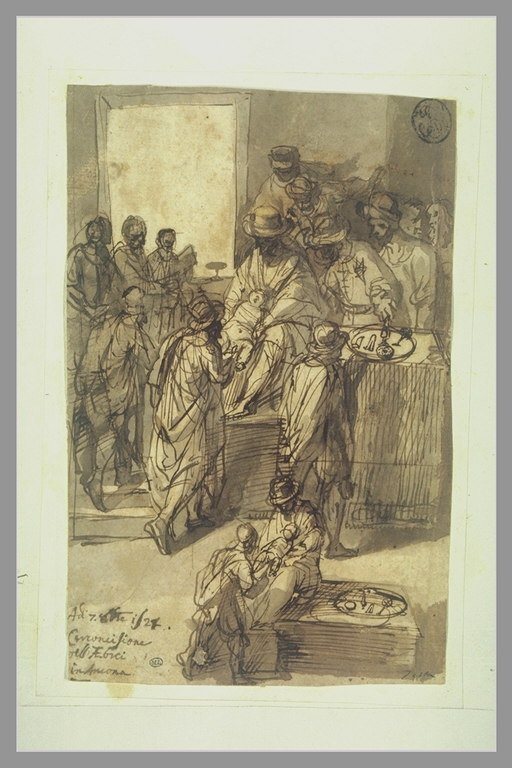
Circoncision des Hébreux à Ancône, A.Tempesta,

Le pape Pie V expulse les juifs de ses Etats en 1569 (bulle Hebraeorum gens), décision confirmée en 1593 par Clément VIII ; une exception est faite pour Ancône, Rome et Avignon. En contrepartie, leur imposition s’accroît envers la ville et l'État pour notamment financer des jeux publics des 27 700 habitants (recensement de 1582) de la cité qu'il faut distraire. Les persécutions se poursuivant, un millier de familles juives anconitaines préfèrent fuir.
Sous le pontificat de Grégoire XIII (1572-1585) - « homme instruit et bon », selon La Vallée des Pleurs de 1554 et 1605, dont les pages sont noircies d'horreurs anti-juives - et malgré sa lettre apostolique de 1581 (Antiqua Judaeorum improbitas : «  l'Antique méchanceté des Juifs ») et sa bulle la même année (Alias piae memoriae) qui interdit aux médecins juifs de soigner les chrétiens et confirme l'interdiction du Talmud, les Juifs connaissent quelques allègements de leurs contraintes puisqu'ils sont autorisés à se déplacer dans les foires de province sans porter leur béret jaune qui les mettait en danger et à se livrer à différents genres de commerce. À sa suite, Sixte V (1585-1590), originaire de la région d'Ancône, leur est encore favorable et s'entoure de médecins et conseillers juifs.
L'arrivée de Clément VIII (1592-1605) met un frein à cette relative éclaircie par la publication de ses bulles de 1593 : Caeca et obdurata (« La perfidie aveugle et insensible des Hébreux ») qui réduit les droits de séjour des Juifs en faisant écho à celle de Pie V, et Cum hebraeorum malitia (« De la méchanceté des Hébreux ») qui interdit strictement la littérature talmudique et cabalistique vouée aux flammes pontificales et menace fort sévèrement toute personne qui aiderait les Juifs à préserver leurs écrits. Des équipes d'inquisiteurs se chargent d'ailleurs de perquisitionner toutes les synagogues, maisons juives, églises, bibliothèques chrétiennes qui pourrait cacher une page hébraïque. C'est cette pression qui permet aux utiles Juifs d'Ancône d'être de nouveau exemptés lorsque Clément VIII renouvelle le décret d'expulsion en 1593.
Par la suite, la communauté d'Ancône ne retrouve pas sa prospérité d'antan mais les impôts prélevés sur le juifs s'allègent quelque peu grâce à Clément VIII qui désirant faciliter l'installation de Juifs dans la cité pour relancer son économie et remplir les caisses papales, Ancône attire de nouveaux commerçants mais aussi des rabbins comme Ezechiele Provenzali (rabbin d'Ancône en 1670) et des lettrés,,.

## XVIIIesiècle

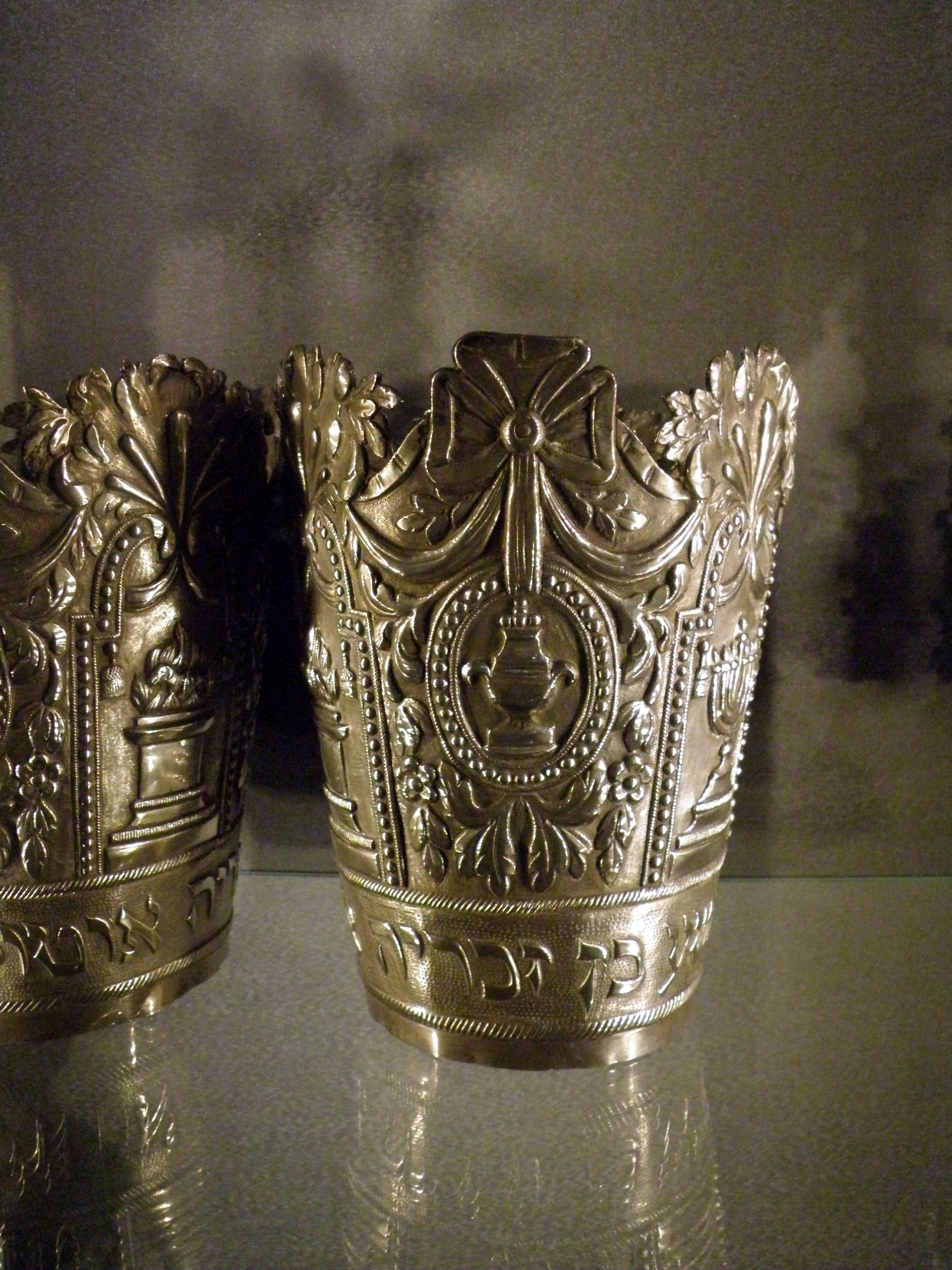
Timbale d'argent, Museum of Italian Jewish Art, Israël

Tout à la fin du XVIIe siècle et au début du XVIIIe siècle, la bienveillance intéressée de Clément VIII n'est pas imitée par ses successeurs, les papes Alexandre VIII (1689-91) ancien inquisiteur, et Pie VI (1775-99).
À cette époque, le kabbaliste Joseph Fiametta (en) (ou Piamita, Flamneta) est rabbin d'Ancône. Au cours de ce siècle, émerge à Ancône et dans les Marches une communauté ashkénaze dont la famille Morpurgo, originaire de Marbourg ou Maribor, est particulièrement notable. Parmi ses membres, Samson Morpurgo (1681-1740), rabbin d'Ancône et gendre de Fiametta, talmudiste éminent et médecin, se rend si efficace auprès de tous les malades et particulièrement des pauvres lors d'une grave épidémie de grippe frappant la ville et ce, malgré l'interdiction aux Juifs de soigner les chrétiens, qu'en 1731, l'archevêque Lambertini d'Ancône (futur pape Benoît XIV, 1740-58) lui témoigne publiquement sa gratitude pour son dévouement auprès des malades chrétiens,. Ses travaux et ses responsa sont publiées après sa mort par son fils Moïse Ḥayyim Zemah Morpurgo.
En 1763, on dénombre en tout 1 290 Juifs à Ancône et en 1789, environ 1 400.
Le destin juif poursuit sa route avec des hauts et des bas, même en 1775, lorsque le pape Pie VI impose de nouveau une législation anti-juive extrême.
Le 7 février 1797, les troupes de la République française entrent à Ancône et sont surprises par ce qu'elles constatent : un ghetto fermé à clef, des Juifs portant un bonnet jaune d'infamie ou un brassard étoilé, de nombreuses restrictions les concernant comme l'interdiction de sortir la nuit venue... Et les Juifs anconinais sont surpris à leur tour de rencontrer des soldats juifs français. Napoléon abolit les lois de l'Inquisition et les discriminations moyenâgeuses : les portes sont abattues, le ghetto s'ouvre ; les Juifs portent désormais la cocarde tricolore - comme ailleurs en Europe et même en Tunisie ; ils peuvent pratiquer leur culte, circuler sans être soumis à un couvre-feu ou habiter où ils l'entendent. Juifs et chrétiens peuvent frayer ensemble ; trois Juifs, Samson Costantini, Davide et Ezechiele Morpurgo, sont nommés conseillers municipaux d'Ancône. Ils participent aux recensements de l’ensemble des œuvres d’art, d’histoire et religieuses des palais et églises de la région afin d’être envoyées à Paris à la suite du traité de Tolentino organisant la spoliation des biens culturels de l'Italie[réf. souhaitée].
Mais la liberté est de courte durée car le 10 janvier 1798, la population chrétienne excitée par le clergé saccage puis met le feu au ghetto d'Ancône, n'étant dispersée que par la troupe napoléonienne,. À Senigallia qui se trouve à 30 kilomètres d'Ancône, une horde de sanfédistes (milice paysanne italienne) « sous le commandement du général Lahoz Ortiz et accompagnée des encouragements de la foule locale criant « viva Maria », envahit les rues du ghetto, détruisent les maisons, le mobilier de la synagogue et massacrent de manière barbare treize Juifs, dont trois femmes trop âgées pour s'échapper prestement ». Les mêmes scènes se reproduisent dans la région à Pesaro et Urbino. Des dizaines de blessés et de survivants trouvent refuge sur les navires envoyés par les Juifs d'Ancône, sous la protection du bien-nommé évêque Onorati.
Durant la brève République d'Ancône, il ne se trouve que deux personnes de confession juive - signori Seppilli et Terni - dans cette cité pour empêcher que les cloches de la cathédrale Saint-Cyriaque soient fondues, comme cela est le cas dans d'autres villes d'Italie à l'arrivée des Français.

## XIXesiècle

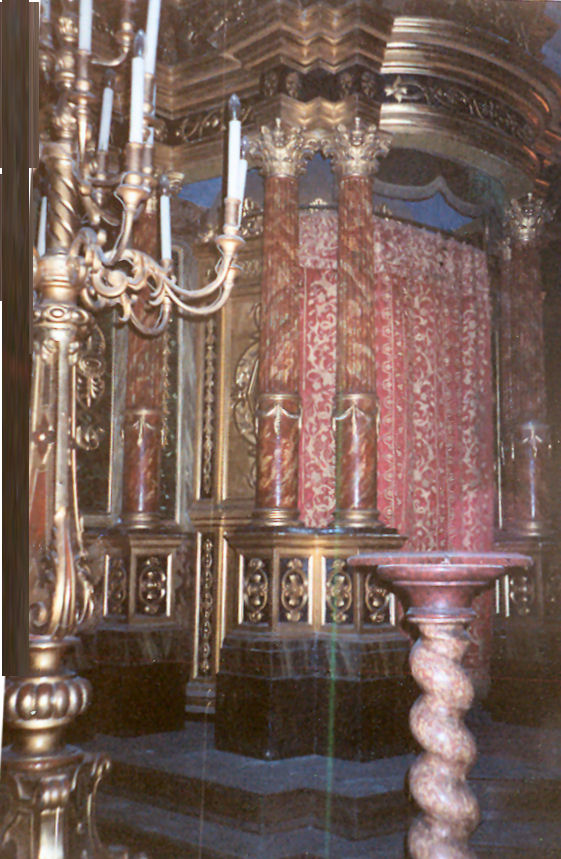
L'arche de la synagogue Scuola Levantina édifiée en 1876.

À la chute de l'empereur à Waterloo en 1815, la Sainte-Alliance victorieuse de Napoléon, supprime au congrès de Vienne les lois libérales qu'il avait établies pour les Juifs dans toute l'Europe. Le ghetto est rétabli et des Juifs à nouveau molestés et blessés lorsque Ancône retourne aux États du Pape, par la farouche volonté de Pie VII (1800-1823) qui leur impose à nouveau le port d'une étoile jaune et celle de Léon XII (1823-29) qui place une nouvelle porte au ghetto en 1826 pour y enfermer les Juifs dès huit heures du soir, les persécute à nouveau et leur impose d'autres contraintes en 1827. Même les blessés juifs qui avaient combattu pour leur pays sont chassés des hôpitaux. Le 2 avril, Anna Costantini, une jeune fille juive, est arrachée à sa famille dans la nuit et forcée au baptême. Ces cruautés convainquent quelques familles juives d'Ancône d'émigrer à la recherche de cieux plus cléments. Entre 1826 et 1829, la population juive de la ville passe de 1630 âmes à 1569.
Le ghetto ne peut s'ouvrir qu'à la révolution de 1831 où l'on y démolit à nouveau les portes mais la liberté restera à nouveau de courte durée. En 1841, les Juifs contribuent généreusement (12 900 scudi) pour accueillir dignement le pape en visite à Ancône mais ces égards n'ont aucun effet puisqu'en juin 1843, un ancien décret est ravivé par Fra Vincenzo Soliva, inquisiteur d'Ancône, interdisant aux Juifs de résider, de posséder une entreprise ou de travailler en dehors du ghetto ou d'employer des chrétiens, et impose de nouvelles interdictions et restrictions. Mais l'opinion publique a commencé à tourner en Europe, en Italie et à Ancône. L'édit est annulé peu de temps après sa promulgation, grâce aussi à l'appui de personnalités telles que le baron Charles Rothschild de Naples.
Au milieu du XIXe siècle, l'ancien quartier du ghetto est soumis à un vaste programme de rénovation qui en modifie notablement la structure, à l'exception de la zone de Via Astagno et Via del Bagno.
Les Juifs participent à la révolution de 1848 et l'israélite Giuseppe Camilla est mentionné pour être tombé au champ d'honneur en 1849. La politique anti-juive qui suit, sous le gouvernement papal, est moins rigoureuse que les précédentes. Durant les combats qui opposent en 1860 les troupes franco-papales du général Lamoricière aux troupes italiennes, la synagogue levantine d'Ancône (it) est détruite par les troupes de Lamoricière pour punir les Juifs de leur soutien au Risorgimento. Selon l'Univers Israélite, (novembre 1860) le rabbin et les membres de la communauté ont tenté de s'y opposer en s'enfermant dans le bâtiment. Elle sera reconstruite en 1876.
Après la défaite des franco-papaux et l'annexion d'Ancône au royaume d'Italie, les Juifs obtiennent la totale égalité des droits en 1861 sous Victor-Emmanuel II.
En 1871, la capitale des Marches compte 2 336 habitants de confession juive.
Alors qu'en 1876 est érigée la nouvelle synagogue, un grand mouvement d'émancipation voit s'éloigner nombre de Juifs des ruelles étroites du ghetto et souvent de leur foi.
Entre la fin du XIXe siècle et le début du XXe siècle, le commerce et l'industrie sont très actifs à Ancône. Par deux fois, des Juifs sont à la tête de la Chambre de commerce en 1869 et de 1924 à 1929.

## XXesiècle

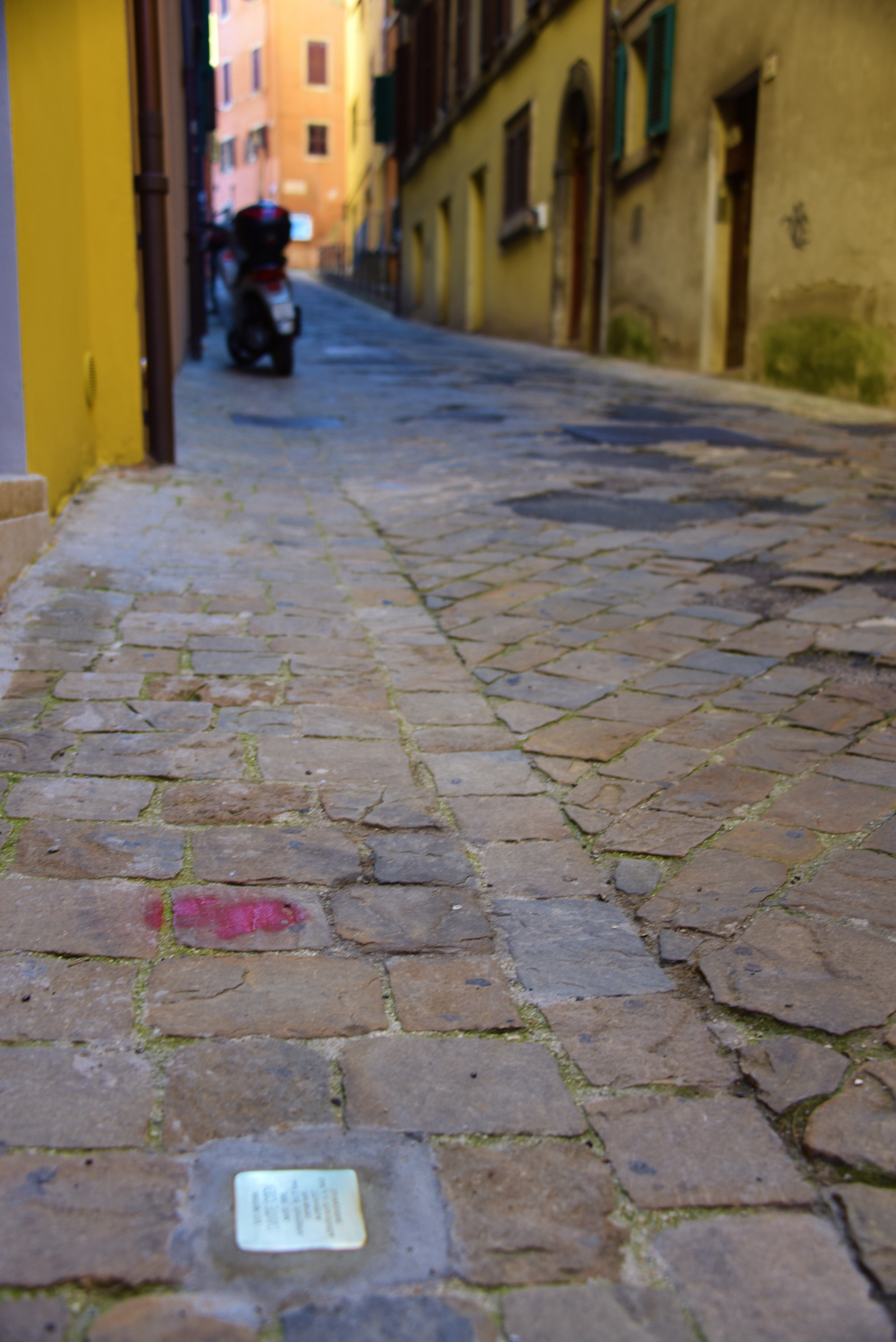
Pierre commémorative d'achoppement dans une ruelle de la ville.

Au tout début du XXe siècle, Ancône compte plus de 1 700 Juifs, soit une population en baisse par rapport au dernier recensement de 1871 et qui représente moins de 6 % de sa population totale s'élevant à 30 000 habitants. La communauté juive possède deux synagogues dans le même édifice pour les liturgies italienne et levantine, un hospice pour les enfants juifs et un Talmud Torah pour l'enseignement de la loi et de la langue hébraïque. On y trouve plusieurs sociétés charitables : Ma'aseh ha-Ẓedeḳah, Gemilut Ḥasadim et Biḳḳur Ḥolim u-Malbish 'Arumim. Si la majorité des Juifs de la ville s'activent dans le secteur du commerce, beaucoup se consacrent à la médecine, au droit, à la littérature, aux arts et sciences.
En 1932, l'ancienne synagogue italienne d'Ancône est démolie par les autorités fascistes au prétexte de la réalisation d'une nouvelle artère, le nouveau Stamura Corso, alors qu'il aurait suffi pour la sauver de déplacer le trajet de quelques mètres. L'arche sainte (Aaron ha kodesh) avec son travail d'orfèvrerie remarquable, où sont disposés les rouleaux de la Torah, est peu mise en valeur dans la salle levantine du petit temple de la nouvelle synagogue.
Sous les premières années fascistes, les Juifs ne sont pas particulièrement inquiétés. Cependant, le rapprochement du Duce avec l'Allemagne nazie à partir de 1936 et les décrets raciaux antisémites bouleversent la vie des Juifs anconitains. Les Allemands puis les fascistes réclament de l'argent aux Juifs pour les laisser en vie : les pressions deviennent inquiétantes. Certains Juifs se convertissent au christianisme, d'autres fuient à la recherche de meilleurs cieux pourtant sombres un peu partout à l'époque ; ceux qui restent tentent de faire face à l'adversité.
Durant la Deuxième guerre mondiale, 157 Juifs d'Ancône sont arrêtés par les autorités fascistes, et ils auraient pu être bien plus nombreux si un bombardement des Alliés sur la ville en 1943 n'avait détruit un bâtiment de la communauté juive ancônitaine et les dossiers contenant les noms et coordonnées de ses adhérents.
Mais pour les personnes raflées, le destin est bien différent : elles sont quelquefois déportées dans des camps d'internement italiens ou directement assassinées par les nazis dans les camps de la mort de Pologne. Plusieurs descendants de la famille des lettrés Morpurgo d'Ancône et d'ailleurs sont tués. Ne reviennent vivants de ces rafles que 15 Juifs anconitains, ce qui revient à comprendre que plus de 90 % des Juifs raflés à Ancône ont été tués.
Après la guerre, les rescapés italiens de la Shoah dont les Anconitains vont le plus souvent choisir d'émigrer en Israël pour y chercher un séjour plus clément et ils y reconstituent une communauté italienne avec ses spécificités culturelles.

### Pierres commémoratives (Pietre d'inciampo)
Depuis les années 1990, des blocs d'achoppement commémoratifs (all. Stolperstein au singulier ; it. Pietre d'inciampo) en laiton gravé sont placés dans toute l'Europe par l'artiste allemand Gunter Demnig, sur le trottoir en face de la dernière résidence des victimes de la folie nazie : Juifs, Tziganes, homosexuels, handicapés. Plus de 60 000 pierres sont déjà disposées dans 21 pays en Europe rappellent leur nom, leur lieu de déportation, leurs dates de naissance, d'arrestation et de mort.
À Ancône, 11 pierres ont été fixées en janvier 2017 et 2018. Parmi elles :
| Photo                                          | Inscription                                                                                 | Adresse                                     | Vie résumée |
| ---------------------------------------------- | ------------------------------------------------------------------------------------------- | ------------------------------------------- | --- |
| Stolpersteine pour Eugenia Carcassoni à Ancône | A vécu ici EUGENIA CARCASSONI Née 1886 ARRESTATION 19/02/1944 Déportée AUSCHWITZ Assassinée | Via Astagno 10                              | Eugenia Carcassoni est née le 14 novembre 1886 à Ancône. Elle est la fille de Giacomo Carcassoni et mariée à Guido Loewenthal (qui a subi le même sort qu'elle). Elle est arrêtée à Appignano (Macerata) dans la région des Marches le 19 février 1944 puis détenue à la prison de Macerata, transférée au camp de transit de Fossoli et déportée par le convoi no 9 vers la mort à Auschwitz, le 5 avril 1944. Elle a probablement été assassinée immédiatement après son arrivée, le 10 avril 1944. Eugenia avait 58 ans. |
| Stolpersteine pour Sergio Russi à Ancône       | Ici travaillait SERGIO RUSSI Né en 1923 ARRESTATION 22/09/1943 Déporté MEPPEN Assassiné     | Corso Giovanni Amendola 51 (piazza S.Maria) | Sergio RussI est né à Ancône le 16 août 1923. Ses parents étaient Giacomo Russi (qui a subi le même sort que son fils) et Josephine Favali. Il s'était associé dans la société pharmaceutique de la famille. Le 22 septembre 1943, il est pris avec son père à Camerano par un camion de nazis et fascistes. Les deux Russi sont d'abord détenus à la prison d'Ancône puis déportés à Lager Versen à Meppen aux frontières allemande et hollandaise. C'était un champ laissé à la désolation. Malgré le froid, ils ne disposaient pas de sous-vêtements et portaient des sabots hollandais. Ils ont été exposés à toutes les rigueurs de la nature, des animaux, des germes ou des maladies telles que les punaises de lit, les poux, la dysenterie, la gangrène, la tuberculose et d'autres maladies graves causées par la rareté et la qualité infâme de la nourriture. Probablement le 26 juillet 1944, le jour de leur transfert vers un autre camp, le père et le fils sont assassinés à Meppen. Ces deux membres de la famille Russi ont un monument à leurs noms, placés en 2008 au cimetière municipal d'Ancône. Sergio avait 20 ans. |

## XXIesiècle
En 2013, Ancône reçoit la visite des anciens et des descendants de la famille ancônitaine Russi, établis à présent ailleurs en Italie, en Israël ou aux États-Unis.
Aujourd'hui, la communauté juive d'Ancône est réduite à 400 âmes sur 102 000 habitants mais reste solidement implantée sur le territoire des Marches.
Elle possède deux synagogues disposées à l'étroit dans le même bâtiment, l'une de rite italien, l'autre de rite levantin de style baroque italien, qui ont été déplacées dans ce qui était autrefois la rue principale du ghetto, Via Astagno, et deux cimetières dont le nouveau de Tavernelle.
Se trouve aussi à Ancône un musée en plein air, le (it) Museo diffuso urbano composé d'un chemin appelé Hayim (« Vie »)  qui serpente à travers les lieux de l'ancienne présence juive, pour souligner l'importance sociale et culturelle de cette communauté dans la ville d'Ancône. Il comprend le « Champ des Juifs » dans le parc Cardeto.
Manfredo Coen, le rabbin de la synagogue Astagno et président de la communauté juive d'Ancône, déplorant les « nombreux préjugés qui obscurcissent la vérité », désire « faire connaître la culture juive » à ses concitoyens et aux visiteurs, en ouvrant sa synagogue sise dans l'ancien ghetto, à travers des visites guidées dans sa ville pour mener jusqu'au Campo degli Ebrei qui ne laisse pas d'étonner lors de la « Journée européenne de la culture juive » à Ancône.

## Évolution de la population juive
| Date          | Nombre | Part sur la population totale |
| ------------- | ------ | ----------------------------- |
| milieu XVe s. | 500    | 5 %                           |
| 1763          | 1 290  |                               |
| 1770          | 2 500  |                               |
| 1789          | 1 400  |                               |
| 1871          | 2 336  | 15 %                          |
| début XXe s.  | 1 700  | 5,6 %                         |
| 1938          | 1 177  | 1,5 %                         |
| 1972          | 320    | 0,3 %                         |
| 2000          | 400    | 0,4 %                         |

Chiffres donnés pour la ville ou la province d'Ancône,,,.

## Ancien cimetière juif

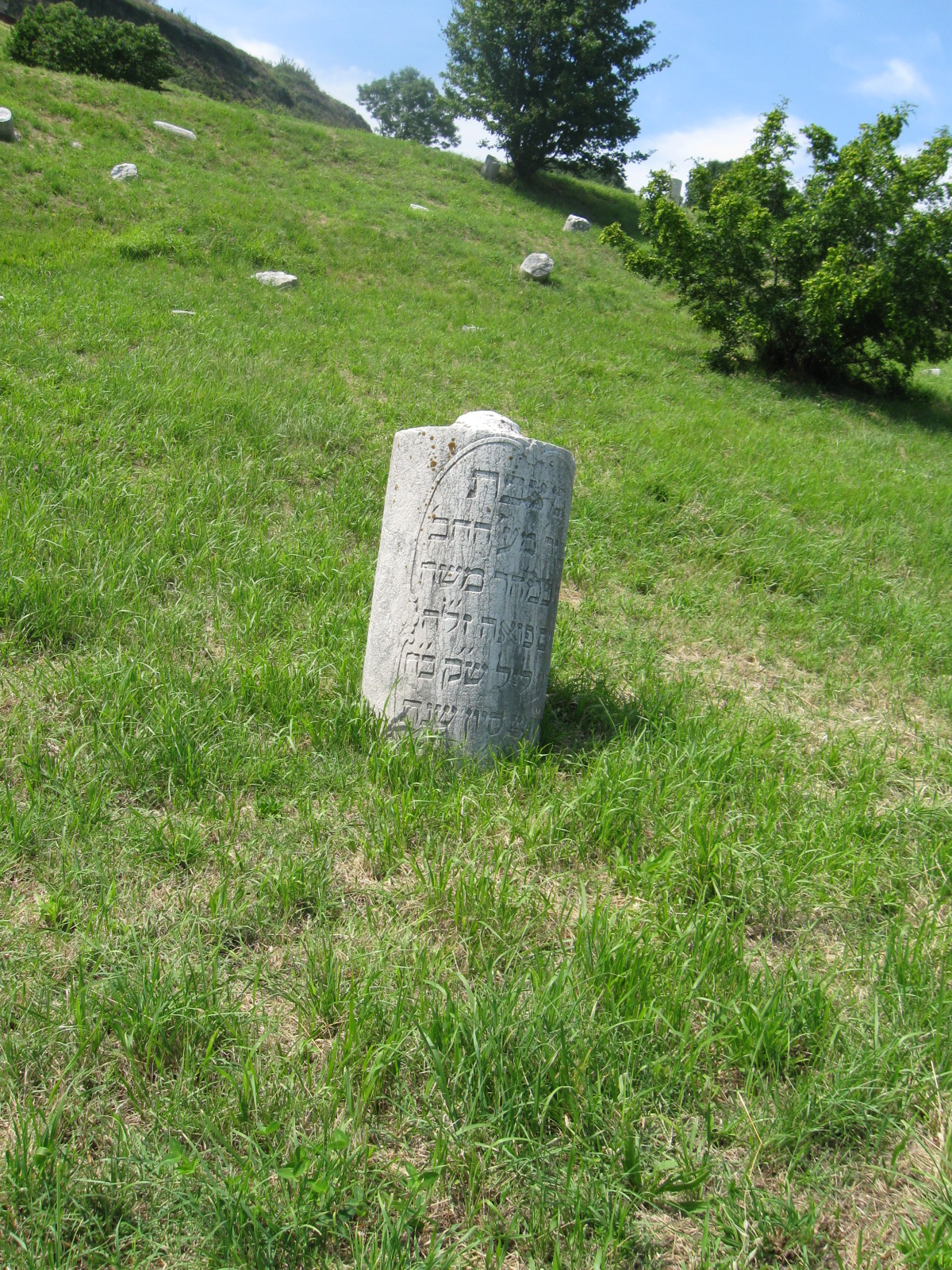
Ancien cimetière juif d'Ancône de Monte Cardeto sur Campo degli Ebrei et sa vue sur le littoral Adriatique.

Les visiteurs accèdent au parc de Cardeto, pour se retrouver sur l'un des plus beaux sites de la cité avec sa vue sur la mer Adriatique, logé entre la colline Cappuccini et le mont Cardeto, où se trouve l'ancienne cimetière juif appelé « Champ des Juifs » (Campo degli Ebrei).
C'est l'un des plus vastes cimetières juifs d'Europe avec ses 15 000 m2 et des mieux conservés, qui a été en usage de 1428 à 1860 et agrandi en 1462 et en 1711. Sa grande pelouse est inclinée vers Jérusalem, comme le veut la tradition que suivent les familles pieuses.
Il abrite actuellement plus d'un millier de pierres tombales dont 300 n'ont pas encore été répertoriées ; 700 d'entre elles sont toujours sur leur emplacement d'origine ; 178 pierres figurent avec leurs inscriptions en hébreu toujours en direction de l'Est et datent du XVe au XIXe siècle. La plus ancienne tombe gravée qui date de 1552 appartient à un Juif nommé Ishai Pinto.
Visitant Ancône, le pèlerin chrétien Joseph d'Avenel écrit :
« Je ne sais rien d'aussi lugubre que (la) plaine des morts ; j'en excepte cependant le cimetière des juifs à Ancône, contre lequel vient se briser le flot de l'Adriatique. Sur les hautes falaises d'où il domine la mer, la rumeur de ses vagues vient seule troubler le sommeil qu'y dorment les enfants d'Abraham. (...) Mais jetez les yeux sur ces tombeaux de granit du cimetière juif, essayez d'en comprendre les caractères mystérieux ; du moins, ils vous révèleront un sentiment touchant. »
« J'ai mis cette pierre à la tête du vénérable N. 
Dieu veuille qu'il repose dans le jardin d'Eden, avec les saints de la terre, Amen...
Ou bien : Il est descendu vers ceux qui sont dans la poudre ; que son âme soit dans le faisceaux des vivans...
Ou bien encore : La mort toujours engloutira les hommes, mais Dieu essuiera leurs larmes. »
« Les cimetières du Caire sont enveloppés par le désert comme celui d'Ancône est borné par la mer. »

## Noms des Juifs d'Ancône et des Marches
Les noms de familles juives issues d'Ancône et de la région des Marches sont : des Ascoli, Barchi, Belforte, Cagli, Camerino, Cingoli, Corinaldi, Costantini, Da Fano, D’Ancona, D'Anconina, Della Pergola, D’Urbino, D'Urbini, Fano, Fermi, Fermo, Galligari, Jesi, Macerata, Mondolfo, Mondolfi, Montebarocci, Montefiore, Montefiori, Osimo, Pesaro, Pergola, Recanati, Senigaglia, Sinigallia, Tintori, Tolentino, Urbino, Urbini,...

## Personnalités juives liées à Ancône
- Jacob d’Ancône (XIIIe siècle), possible voyageur en Chine avant Marco Polo[11]
- Immanuel ben Salomon le Romain (1261 - 1328), érudit, exégète et poète satirique, réfugié à Ancône en 1328
- Judah Messer Leon né Judah ben Yehiel (1420/25 - 1498), rabbin d'Ancône vers 1452, médecin et philosophe, humaniste hébreu de la Renaissance[58]
- Moses ben Mordecai Bassola (en) (Pesaro 1480 - 1560), rabbin et cabaliste italien, il dirigea une yeshivah à Ancône vers 1523 avant de faire son alyah
- Shlomo Molkho (Portugal 1500 - 1532 Mantoue), né Diogo Pires, marrane, faux messie, séjourne à Ancône en 1529[7]
- Amatus Lusitanus ou João Rodrigues de Castelo Branco ou (he) Ḥaviv ha-Sephardi (Portugal 1511 - 1568 Thessalonique), cousin de Diogo Pirès (Didacus Pyrrhus Lusitanus), marrane, médecin, botaniste, anatomiste, découvreur de la circulation du sang, a vécu plusieurs années à Ancône (1547-55) où dans sa fuite, il perdit une partie de ses travaux[59]
- Diogo Pires dit en latin Didacus Pyrrhus Lusitanus ou sous le nom de plume Flavius Jacobus Eborensis, en hébreu Isaac Cohen, en hébreu Isaac Cohen, en croate Pir Kidak ou encore Jakov Flavije Eboranin, (Évora au Portugal 1517 - 1599 Raguse en Dalmatie), humaniste de la Renaissance, poète néolatin.
- Ezechiele Provenzali, rabbin d'Ancône en 1670[60]
- Menahem Sultani, rabbin d'Ancône en 1675, successeur de Provenzali
- Yehoshua Fermi (Salvador di Fermo) (?-1672), rabbin d'Ancône, fils de Raffael, successeur ou prédécesseur de Menahem Shulhani[61]
- Giosuè Raffael Fermi (fin XVIIe - début  XVIIIe siècle), rabbin d'Ancône[62], successeur de Sultani
- Avraham Costantini (début XVIIIe siècle), rabbin d'Ancône jusqu'en 1709, remplacé pour cause de maladie et grand âge, fils de Yehudah[63]
- Isaac Costantini (?-1759 octogénaire), fils d'Abraham, talmudiste de la première moitié du  XVIIIe siècle, il fut dayan à Ancône de 1715 à 1740 où il fonda la yeshiva Shalom. Il fut maître de Shmuel Papo[64],[65].

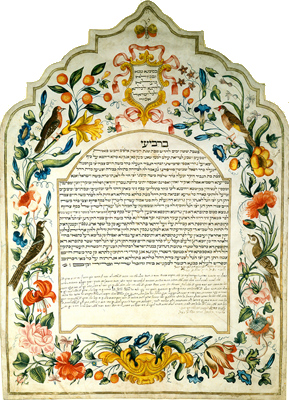
Ketouba (contrat de mariage) entre Mose Hayyim Zemah fils de Raphael Samson Morpurgo et Rachel fille de Solomon Mose Sonino, Ancône, 25 décembre 1816.

- Ketouba (contrat de mariage) entre Mose Hayyim Zemah fils de Raphael Samson Morpurgo et Rachel fille de Solomon Mose Sonino, Ancône, 25 décembre 1816. Joseph (Giuseppe) ben Salomon Fiametta (en) (?- 1721 ou 1730), rabbin d'Ancône, talmudiste, exégète[66], maître et beau-père de Samson Morpurgo
- Samson (ben Joshua Mose) Morpurgo (Gradisca d'Isonzo 1681 - 1740 Ancône ou Padoue), médecin, docteur en philosophie, talmudiste, casuiste, spécialiste ès halaklha, rabbin d'Ancône (1721-1740)[67],[37].
- Mosheh Yaakov Fermo, fils de David, né à Ancône, obtient un doctorat de médecine à Padoue en 1701
- Moïse Ḥayyim Zemah Morpurgo (XVIIIe –  XIXe siècle), fils du rabbin Samson d'Ancône ; il publia les écrits de son père.
- Isaac Fiano de Rome, rabbin d'Ancône (1752-1770)[68]
- Samuel Shemaiah Papo, dayan (juge rabbinique) à Ancône (1756-1761)[68]
- Ḥayyim Abraham Israël de Rhodes, rabbin d'Ancône (1774-1785)[69],[70]
- Raphaël Isaïe Azulai, rabbin d'Ancône (1787-1826)[71]
- Jacob Samson Senigaglia, rabbin d'Ancône[72], contemporain de Raphaël Isaïe Azulaï
- Davide et Ezekiele Morpurgo (XVIIIe –  XIXe siècle), frères, conseillers municipaux d'Ancône en 1797
- Samson Costantini, conseiller municipal en 1797.
- Salvator Zabban (vers 1810-1886), journaliste financier établi en France à partir des années 1840, collaborateur de longue date du Charivari
- (en) Leone Levi (Ancône 1821 - Angleterre 1888), avocat, économiste et statisticien anglais[73]
- David Vivanti, rabbin d'Ancône (1829-1876)[74], successeur d'Azulaï
- Isaac Raffaello Tedeschi, rabbin d'Ancône, successeur de Vivanti
- Ida Brettauer épouse Zweig (Ancône 1854 - Vienne 1938), mère de Stefan Zweig
- Mario Ancona (en) (1860-1931), célèbre baryton né à Livourne[75]
- (it) Eugenio Salomone Camerini (Ancône 1811 - 1875 Milan), critique littéraire, commentateur de Dante
- Vito Volterra (Ancône 1860 - 1940), mathématicien et physicien
- Elio Toaff (1915-2015), rabbin en chef d'Ancône de 1941 à 1945[76]

## Voir